# The 30th Anniversary Concert Celebration
The 30th Anniversary Concert Celebration es un álbum en directo del músico estadounidense Bob Dylan, publicado por la compañía discográfica Columbia Records en agosto de 1993. El álbum incluyó la participación de varios artistas y fue organizado como conmemoración de los treinta años de la carrera musical de Dylan.
Grabado el 16 de octubre de 1992 en el Madison Square Garden de Nueva York, captura las interpretaciones más memorables de numerosas celebridades, tanto veteranas como recientes en el panorama musical, con versiones de canciones clásicas de Dylan, así como unas canciones interpretadas por el propio Dylan al final del evento. La banda soporte del concierto estuvo formada por los miembros supervivientes del grupo Booker T. & the M.G.'s: Booker T. Jones en el órgano, Donald "Duck" Dunn en el bajo y Steve Cropper en la guitarra, además del batería Anton Fig en sustitución de Al Jackson. También a la batería figura Jim Keltner. 
The 30th Anniversary Concert Celebration, que alcanzó el puesto cuarenta en la lista estadounidense Billboard 200 y fue certificado disco de oro por la RIAA, fue publicado en agosto de 1993 antes de World Gone Wrong, el segundo trabajo de estudio de Dylan con canciones de folk tradicionales. El 4 de marzo de 2014, The 30th Anniversary Concert Celebration fue reeditado en formato DVD y Blu-Ray con temas extra, así como en formato CD con dos temas extra.

## Recepción
El álbum obtuvo buenas reseñas de la prensa musical. Sin embargo, algunos periodistas criticaron la decisión de dejar fuera algunas canciones del concierto. Al respecto, Stephen Thomas Erlewine escribió en su crónica para Allmusic: «El disco no contiene el concierto entero, y aunque la razón fue encajar las canciones en dos discos, algunas de las ausentes son inexplicables. Por citar algunos ejemplos, la versión de «If Not for You» de George Harrison no aparece, así como «Love Minus Zero/No Limit» de Eric Clapton, y algunos números de Booker T. & the M.G.'s: «Gotta Serve Somebody» y «Lay Lady Lay». Aun así, hay suficiente del concierto para augurar el éxito del álbum, y para recordar que la fuente de toda esta música aún está viva, creativa y sin deseos de ser relegada los libros de historia». Por otra parte, Susan Richardson de la revista Rolling Stone escribió: «En general, el álbum es un momento notable de la historia del rock y un testimonio apropiado para un conjunto de canciones tan profundamente familiares que las melodías, las imágenes e incluso los giros han entrado en nuestro lenguaje común. Estas canciones ofrecen un mapa de los lugares inexplicables donde la política y la experiencia personal se encuentran, articulando una gama de sentimientos que no pueden encontrarse en otra parte. El rock and roll podrá haberse fragmentado, tanto en la música de edad como en la joven. The 30th Anniversary Concert Celebration nos recuerda que la voz de Dylan informa su misma esencia».

## Lista de canciones
Todas las canciones escritas y compuestas por Bob Dylan. 
| Disco uno |                                 |                                                     |          |  |
| N.º       | Título                          | Música                                              | Duración |  |
| 1.        | «Like a Rolling Stone»          | John Cougar Mellencamp                              | 6:53     |  |
| 2.        | «Leopard-Skin Pill-Box Hat»     | John Cougar Mellencamp                              | 4:20     |  |
| 3.        | «Blowin' in the Wind»           | Stevie Wonder                                       | 8:53     |  |
| 4.        | «Foot of Pride»                 | Lou Reed                                            | 8:47     |  |
| 5.        | «Masters of War»                | Eddie Vedder y Mike McCready                        | 5:06     |  |
| 6.        | «The Times They Are a-Changin'» | Tracy Chapman                                       | 3:01     |  |
| 7.        | «It Ain't Me Babe»              | June Carter y Johnny Cash                           | 3:50     |  |
| 8.        | «What Was It You Wanted?»       | Willie Nelson                                       | 5:47     |  |
| 9.        | «I'll Be Your Baby Tonight»     | Kris Kristofferson                                  | 3:04     |  |
| 10.       | «Highway 61 Revisited»          | Johnny Winter                                       | 5:05     |  |
| 11.       | «Seven Days»                    | Ron Wood                                            | 5:26     |  |
| 12.       | «Just Like a Woman»             | Richie Havens                                       | 5:50     |  |
| 13.       | «When the Ship Comes In»        | The Clancy Brothers, Robbie O'Connell y Tommy Makem | 4:23     |  |
| 14.       | «You Ain't Going Nowhere»       | Mary Chapin Carpenter, Rosanne Cash y Shawn Colvin  | 3:52     |  |

| Temas extra (reedición de 2014) |                                     |              |          |  |
| N.º                             | Título                              | Música       | Duración |  |
| 15.                             | «Don't Think Twice, It's All Right» | Eric Clapton | 6:27     |  |

| Disco dos |                                        |                                                                                |          |  |
| N.º       | Título                                 | Música                                                                         | Duración |  |
| 1.        | «Just Like Tom Thumb's Blues»          | Neil Young                                                                     | 5:38     |  |
| 2.        | «All Along the Watchtower»             | Neil Young                                                                     | 6:20     |  |
| 3.        | «I Shall Be Released»                  | Chrissie Hynde                                                                 | 4:26     |  |
| 4.        | «Don't Think Twice, It's All Right»    | Eric Clapton                                                                   | 6:09     |  |
| 5.        | «Emotionally Yours»                    | O'Jays                                                                         | 5:43     |  |
| 6.        | «When I Paint My Masterpiece»          | The Band                                                                       | 4:23     |  |
| 7.        | «Absolutely Sweet Marie»               | George Harrison                                                                | 4:43     |  |
| 8.        | «License to Kill»                      | Tom Petty & the Heartbreakers                                                  | 4:52     |  |
| 9.        | «Rainy Day Women #12 & 35»             | Tom Petty & the Heartbreakers                                                  | 4:44     |  |
| 10.       | «Mr. Tambourine Man»                   | Roger McGuinn y Tom Petty & the Heartbreakers                                  | 4:10     |  |
| 11.       | «It's Alright, Ma (I'm Only Bleeding)» | Bob Dylan                                                                      | 6:21     |  |
| 12.       | «My Back Pages»                        | Bob Dylan, Roger McGuinn, Tom Petty, Neil Young, Eric Clapton, George Harrison | 4:39     |  |
| 13.       | «Knockin' on Heaven's Door»            |                                                                                | 5:38     |  |
| 14.       | «Girl from the North Country»          | Bob Dylan                                                                      | 5:12     |  |

| Temas extra (reedición de 2014) |                    |                 |          |  |
| N.º                             | Título             | Música          | Duración |  |
| 15.                             | «I Believe in You» | Sinead O'Connor | 6:20     |  |

## Personal
| Músicos - Bob Dylan: voz y guitarra - The Band - Rick Danko: guitarra, bajo y coros - Levon Helm: mandolina y coros - Garth Hudson: acordeón - Richard Bell: acordeón - Randy Ciarlante: batería y coros - Jim Weider: guitarra y coros - Jerry Barnes: coros - Katreese Barnes: coros - Mary Chapin Carpenter: guitarra y coros - John Cascella: acordeón y teclados - Johnny Cash: voz - June Carter Cash: voz - Rosanne Cash: guitarra y voz - Tracy Chapman: guitarra y coros - The Clancy Brothers - Bobby Clancy: percusión y coros - Liam Clancy: guitarra y coros - Paddy Clancy: armónica y coros - Eric Clapton: guitarra y voz - Leotis Clyburn: coros - Dennis Collins: coros - Shawn Colvin: guitarra y voz - Steve Cropper: guitarra - Sheryl Crow: coros - Donald "Duck" Dunn: bajo - Ron Fair: piano - Anton Fig: batería y percusión - Lisa Germano: violín - David Grissom: guitarra - George Harrison: guitarra y voz - Richie Havens: guitarra y voz - Sophie B. Hawkins: coros - Carolyn Hester: coros - Cissy Houston: coros - Chrissie Hynde: guitarra y coros - Darryl Keith John: coros - Booker T. Jones: órgano - Jim Keltner: batería - Brenda King: coros - Curtis King: coros - Al Kooper: órgano | - Kris Kristofferson: voz y guitarra - Tommy Makem: banjo y coros - Kerry Marx: guitarra - Mike McCready: guitarra - Roger McGuinn: guitarra y coros - Sue Medley: coros - John Mellencamp: coros - Willie Nelson: guitarra y voz - Robbie O'Connell: guitarra y voz - Sinead O'Connor: voz - Christine Ohlman: coros - The O'Jays - Eddie Levert: voz - Sam Strain: voz - Walter Williams: voz - Pat Peterson: percusión y coros - Tom Petty & the Heartbreakers - Mike Campbell: guitarra - Howie Epstein: guitarra, steel guitar, bajo y coros - Stan Lynch: batería - Tom Petty: guitarra y voz - Benmont Tench: órgano - Mickey Raphael: armónica - Lou Reed: guitarra y voz - G. E. Smith: Director musical, guitarra y mandolina - George Thorogood: guitarra - Eddie Vedder: voz - Mike Wanchic: guitarra - Don Was: bajo - Johnny Winter: guitarra y coros - Stevie Wonder: armónica, piano y coros - Ronnie Wood: guitarra y voz - Neil Young: guitarra y voz - Reggie Young: guitarra Personal técnico - Don DeVito: productor - Jeff Rosen: productor - David Thoener: mezclas - Kevin Wall: productor ejecutivo - David Wild: notas del álbum |

## Posición en listas
| Año  | País           | Lista                    | Posición |
| ---- | -------------- | ------------------------ | -------- |
| 1993 | Alemania       | Media Control Charts     | 20       |
| 1993 | Australia      | ARIA Albums Chart        | 33       |
| 1993 | Estados Unidos | Billboard 200            | 40       |
| 1993 | Países Bajos   | Mega Albums Top 100      | 47       |
| 1993 | Suiza          | Swiss Top Albums 100     | 34       |
| 2014 | Austria        | Ö3 Austria Top 40        | 51       |
| 2014 | Nueva Zelanda  | New Zealand Music Charts | 27       |

| Sencillo        | País           | Lista                  | Posición |
| --------------- | -------------- | ---------------------- | -------- |
| «My Back Pages» | Estados Unidos | Mainstream Rock Tracks | 26       |